# Pere Pi-Sunyer i Bayo
Pere Pi-Sunyer i Bayo (Barcelona, 25 de juliol de 1918 - Barcelona, 6 de maig de 2001) fou un economista i polític català, fill d'August Pi i Sunyer, germà de Cèsar Pi-Sunyer i Bayo i nebot de Carles Pi i Sunyer.
El 1939 s'exilià amb la seva família a Veneçuela. El 1944 es graduà en economia a la Universitat Cornell (EUA), i feu estudis de postgrau a la New School for Social Research de Nova York fins al 1946. Es casà amb Maria Teresa Peyrí Macià, neta de Francesc Macià.

## Activitat empresarial
Treballà a l'Editorial MacMillan de Nova York fins al 1949 quan tornà a Veneçuela el 1948, on fou professor adjunt en la Facultat de Ciències Econòmiques de la Universitat Central de Veneçuela (1948-1963), economista del Banc Central de Veneçuela, assessor de la Creole Petroleum Company i membre del Consell Nacional d'Economia de Veneçuela el 1958. Alhora, fou un dels dirigents de la comunitat catalana com a president del Centre Català de Caracas i de Solidaritat Catalana, entitat creada pels grups polítics catalans a l'exili per a cobrir el buit del Consell Nacional de Catalunya. El 1963 marxà a Nova York, on dirigí els estudis econòmics iberoamericans a la companyia Standard Oil. El 1967 s'establí a Madrid, on fou director del Departament Industrial del Banco Urquijo, càrrec que des del 1969 ocupà a Barcelona.

## Activitat política
Interessat per la política, formà part de la reunió constituent de l'Assemblea de Catalunya el 1971 com a membre d'Esquerra Democràtica de Catalunya, partit que més tard s'integraria dins Convergència Democràtica de Catalunya. El 1977 fou nomenat Conseller d'Ensenyament i Cultura de la Generalitat Provisional presidida per Josep Tarradellas, i el 1978 va signar el decret que permetia l'ensenyament oficial i generalitzat del català a l'escola.
A les eleccions al Parlament de Catalunya de 1980 fou elegit diputat per la província de Barcelona. Jordi Pujol li va oferir de seguir en el càrrec, però la va refusar. Fou designat senador per la Generalitat de Catalunya del 1980 al 1988. Ha estat assessor del Centre de Relacions Autonòmiques de la Generalitat de Catalunya i vcoal de l'Ateneu Barcelonès (1985-1989). El 1989 fou nomenat president del Comitè Executiu de la Comissió Amèrica i Catalunya 1992 i el 1990 li fou atorgada la Creu de Sant Jordi.

## Obres
- Del Vell i del Nou Món (1992)